# Jäger-Regiment zu Pferde Nr. 5

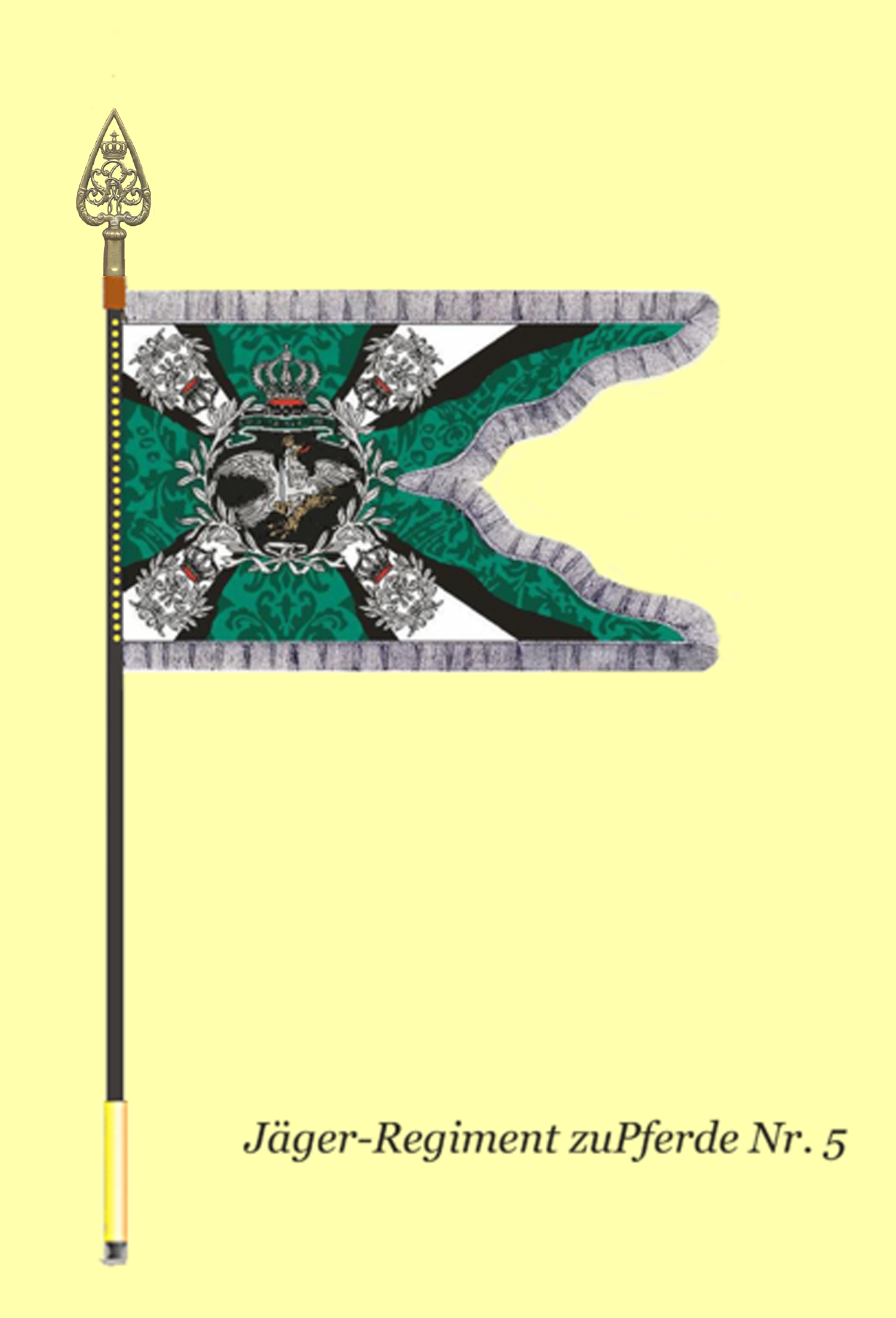
Regimentsstandarte

Das Jäger-Regiment zu Pferde Nr. 5 war ein Kavallerieverband der Preußischen Armee.

## Geschichte
Durch Allerhöchste-Kabinetts-Order (A.K.O.) vom 31. März 1908 wurde zum 1. Oktober des Jahres (Stiftungstag) die Aufstellung eines weiteren Jäger-Regiments zu Pferde zu je fünf Eskadronen befohlen.
Zu dieser Aufstellung mussten je eine Eskadron abgeben:
- das Husaren-Regiment „von Zieten“ (Brandenburgisches) Nr. 3
- das Westfälische Ulanen-Regiment Nr. 5
- das Ulanen-Regiment „Großherzog Friedrich von Baden“ (Rheinisches) Nr. 7
- das Dragoner-Regiment „König Karl I. von Rumänien“ (1. Hannoversches) Nr. 9
- das Magdeburgische Dragoner-Regiment Nr. 6

Das Regiment bezog seine Garnison in der Stadt Mülhausen im Elsass und war bis zum Beginn des Ersten Weltkriegs der 29. Kavallerie-Brigade unterstellt.

### Erster Weltkrieg
Im Ersten Weltkrieg wurde das Regiment ausschließlich als Divisionskavallerie am westlichen Kriegsschauplatz eingesetzt und versah nach dem Beginn der Kriegshandlungen zunächst Grenzschutzdienste im Abschnitt von Tann (Elsass) bis zur Schweizer Grenze.

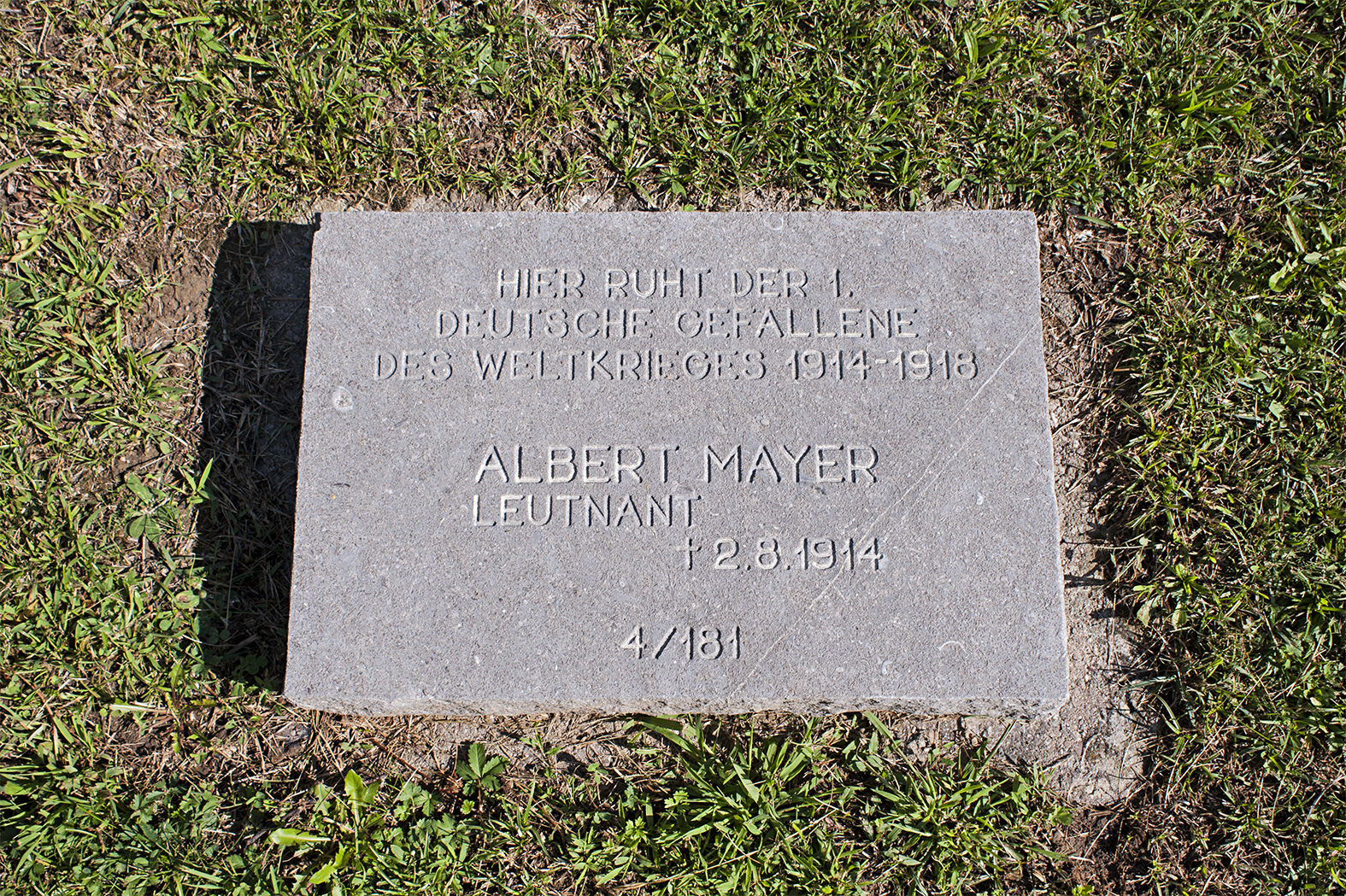
Grabstein auf dem Friedhof bei Illfurth

Am 2. August 1914 stieß eine Patrouille des Regiments bei Delle im Territoire de Belfort auf Soldaten des französischen 44e régiment d’infanterie (44. Infanterieregiment). Dabei fielen der Patrouillenführer, der 22-jährige Leutnant Albert Mayer, und der 21-jährige Caporal Jules-André Peugeot.
 Sie gelten als die ersten Toten des Ersten Weltkrieges.
Im Jahre 1916 wurde der Regimentsverband aufgelöst und die Eskadronen auf Infanterie-Divisionen verteilt. Der Kavalleriestatus blieb bis Kriegsende erhalten.

### Verbleib

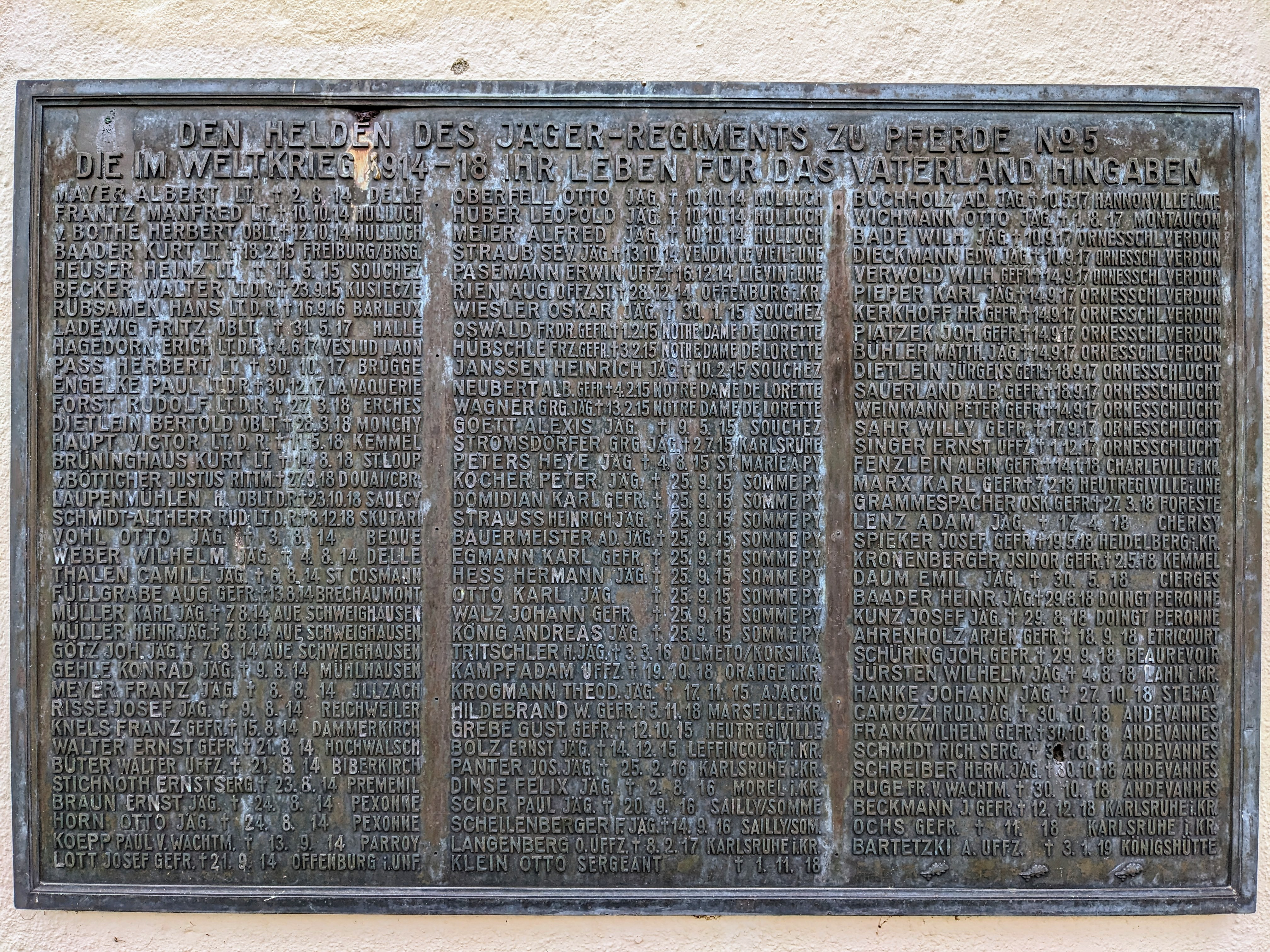
Ehrentafel für die Gefallenen Weltkriegstoten des Jäger-Regiments zu Pferde Nr. 5 an einem Aussichtsturm auf dem Luginsland bei Müllheim

Nach dem Waffenstillstand gelangten die 1. und 2. Eskadron nach Bruchsal bzw. Ettlingen, von wo aus sie zur Bekämpfung der Unruhen in Karlsruhe und Mannheim abgestellt wurden. Im Mai 1919 transportierte man die Jäger nach Müllheim, wo eine Freiwilligen-Eskadron gebildet und dem Kavallerieregiment des Freikorps „Feldmarschall von Hindenburg“ in Kolberg angegliedert wurde. Die Eskadron kämpfte in Oberschlesien und Westpreußen gegen polnische Insurgenten.
Die 3. und 4. Eskadron gelangten im Januar nach Bretten und die 5. Eskadron nach Warburg, wo sie aufgelöst wurde.
Die Tradition des Regiments übernahm in der Reichswehr die 4. Eskadron des 5. (Preußisches) Reiter-Regiments in Stolp.

## Uniform
Muster wie Kürassiere, jedoch mit folgenden Änderungen:
- Graugrüner Koller (ab 1910) Waffenrock mit schwedischen Aufschlägen, Aufschläge und alle Vorstöße hellgrün, Schulterklappen jedoch mit schwarzen Vorstößen als Abzeichenfarbe. Um Kragen und Aufschläge verliefen hellgrüne Borten, die einen breiten Mittelstreifen und schmale Randstreifen in der Abzeichenfarbe hatten. Für Offiziere bestand der Besatz in goldener oder silberner Tresse mit schmalen Randstreifen in Abzeichenfarbe.

Feldmütze: Von graugrüner Farbe mit hellgrünen Besatzstreifen und schwarzen Vorstößen
- Helm: Ähnlich wie Kürassierhelm, aus geschwärztem Stahlblech mit Dragoneradler. Ränder mit neusilbernen Einfassungsschienen. Spitze wie Dragonerhelm mit kleeblattförmigem Aufsatz. (Offiziere mit gekehlter Spitze wie Kürassier-Offiziere.) Gewölbte Schuppenkette aus Tombak.
- Kürassier Stiefel aus naturbraunem Leder
- Lanzenflagge weiß-schwarz

## Kommandeure
| Dienstgrad     | Name                          | Berufung         | Abberufung       |
| -------------- | ----------------------------- | ---------------- | ---------------- |
| Oberstleutnant | Georg Ernst Müller-Kranefeldt | 01. Oktober 1908 | 18. Februar 1910 |
| Oberstleutnant | Oskar Sperling                | 19. Februar 1910 | 21. April 1912   |
| Major          | Karl Ullmann                  | 22. April 1912   | 13. Januar 1917  |
| Major          | Witt                          | 14. Januar 1917  | 1919             |